# Linia albastră a metroului din Lisabona
Linia albastră (în portugheză Linha Azul) sau Linia Pescărușului (în portugheză Linha da Gaivota) este una din cele patru linii ale metroului din Lisabona. Este singura complet subterană, fără nici o porțiune la nivelul solului sau pe viaduct.

## Stații
| Cod | Numele stației      | Distanță (km) | Distanță (km) | Legături                                                                        | Localitate              | Localitate |
| Cod | Numele stației      | Între stații  | Total         | Legături                                                                        | Localitate              | Localitate |
| --- | ------------------- | ------------- | ------------- | ------------------------------------------------------------------------------- | ----------------------- | ---------- |
| SP  | Santa Apolónia      |               | 0.0           | Linia Azambuja (Santa Apolónia)                                                 | São Vicente             | Lisabona   |
| TP  | Terreiro do Paço    | 1.1           | 1.1           | Soflusa                                                                         | Santa Maria Maior       | Lisabona   |
| BC  | Baixa-Chiado        | 0.9           | 2.0           | Linia verde                                                                     | Santa Maria Maior       | Lisabona   |
| RE  | Restauradores       | 0.7           | 2.7           | Linia Sintra (Rossio)                                                           | Santa Maria Maior       | Lisabona   |
| AV  | Avenida             | 0.5           | 3.2           |                                                                                 | Santo António           | Lisabona   |
| MP  | Marquês de Pombal   | 0.6           | 3.8           | - Linia galbenă - Terminal autobuze Rotunda                                     | Santo António           | Lisabona   |
| PA  | Parque              | 0.6           | 4.4           |                                                                                 | Avenidas Novas          | Lisabona   |
| SS  | São Sebastião       | 0.7           | 5.1           | Linia roșie                                                                     | Avenidas Novas          | Lisabona   |
| PE  | Praça de Espanha    | 0.7           | 5.8           |                                                                                 | Campolide               | Lisabona   |
| JZ  | Jardim Zoológico    | 0.8           | 6.6           | - Linia Azambuja/Linia Sintra/Fertagus (Sete Rios) - Terminal autobuzeSete Rios | São Domingos de Benfica | Lisabona   |
| LA  | Laranjeiras         | 1.1           | 7.7           |                                                                                 | São Domingos de Benfica | Lisabona   |
| AH  | Alto dos Moinjos    | 0.6           | 8.3           |                                                                                 | São Domingos de Benfica | Lisabona   |
| CM  | Colégio Militar/Luz | 0.8           | 9.1           | Terminal autobuze Luz                                                           | Carnide                 | Lisabona   |
| CA  | Carnide             | 0.9           | 10.0          |                                                                                 | Carnide                 | Lisabona   |
| PO  | Pontinha            | 0.7           | 10.7          | Terminal autobuze Pontinha                                                      | Carnide                 | Lisabona   |
| AF  | Alfornelos          | 0.9           | 11.6          |                                                                                 | Amadora                 | Amadora    |
| AS  | Amadora Este        | 1.2           | 12.8          | Terminal autobuze Amadora                                                       | Amadora                 | Amadora    |
| RB  | Reboleira           | 0.9           | 13.7          | - Linia Sintra (Reboleira) - Terminal autobuze Reboleira                        | Amadora                 | Amadora    |

## Frecvență
| Orarul de vară                 | Orarul de vară | Orarul de iarnă                                                                 | Orarul de iarnă |                                                                                                 |
| Interval orar                  | Frecvență | Interval orar                                                                   | Frecvență |                                                                                                 |
| ------------------------------ | --- | ------------------------------------------------------------------------------- | --- | ----------------------------------------------------------------------------------------------- |
| În zilele lucrătoare           | 06:30 - 07:20 07:00 - 07:30 07:30 - 09:30 09:30 - 10:00 10:00 - 16:30 16:30 - 19:00 19:00 - 20:00 20:00 - 20:30 20:30 - 22:30 22:30 - 01:05 | 07' 30' 06' 45' 05' 45' 06' 15' 07' 25' 05' 45' 06' 45' 07' 25' 08' 05' 10' 45' | 06:30 - 07:00 07:00 - 07:30 07:30 - 09:30 09:30 - 10:00 10:00 - 16:30 16:30 - 19:00 19:00 - 20:00 20:00 - 20:30 20:30 - 21:00 21:00 - 21:30 21:30 - 22:30 22:30 - 01:05 | 07' 30' 06' 10' 04' 55' 05' 15' 06' 40' 05' 15' 06' 10' 06' 40' 07' 20' 08' 15' 08' 05' 10' 45' |
| În weekend și sărbători legale | 06:30 - 08:30 08:30 - 09:30 09:30 - 10:30 10:30 - 11:30 11:30 - 19:30 19:30 - 22:30 22:30 - 01:05                                           | 08' 00' 08' 05' 08' 00' 08' 05' 08' 10' 08' 00' 10' 40'                         | 06:30 - 08:30 08:30 - 09:30 09:30 - 10:30 10:30 - 11:30 11:30 - 19:30 19:30 - 22:30 22:30 - 01:05                                                                       | 08' 00' 08' 05' 08' 00' 08' 05' 08' 10' 08' 00' 10' 40'                                         |

## Cronologie
- 29 decembrie 1959: Inaugurarea rețelei originale a metroului din Lisabona, în formă de Y. Stațiile comune ale celor două ramuri: Restauradores, Avenida, Rotunda (fostul nume al stației Marquês de Pombal, unde linia se despărțea în cele două ramuri). Stațiile rețelei originale care acum aparțin liniei albastre (începând de la Rotunda): Parque, São Sebastião, Palhavã (fostul nume al stației Praça de Espanha) și Sete Rios (fostul nume al stației Jardim Zoológico). Stațiile rețelei originale care acum aparțin liniei galbene (pornind de la Rotunda): Picoas, Saldanha, Campo Pequeno și Entre Campos.
- 27 ianuarie 1963: Inaugurarea stației Rossio. Traseul ramurii principale: Restauradores – Rossio.
- 28 septembrie 1966: Inaugurarea stațiilor Socorro (fostul nume al stației Martim Moniz), Intendente și Anjos. Traseul ramurii principale: Restauradores – Anjos.
- 18 iunie 1972: Inaugurarea stațiilor Arroios, Alameda, Areeiro, Roma și Alvalade. Traseul ramurii principale: Restauradores – Alvalade.
- 15 octombrie 1988: Inaugurarea stațiilor Cidade Universitária, Laranjeiras, Alto dos Moinhos și Colégio Militar/Luz. Traseul actualei linii albastre: Rotunda – Colégio Militar/Luz. Traseul actualei linii galbene: Rotunda – Cidade Universitária.
- 3 aprilie 1993: Linia a fost prelungită de la Sete Rios la Colégio Militar/Luz.
- 15 iulie 1995: Desprinderea actualei linii galbene prin construcția stației de corespondență Marquês de Pombal, devenind prima dintre liniile independente ale rețelei. Traseul noii linii albastre: Colégio Militar/Luz – Campo Grande.
- 18 octombrie 1997: Inaugurarea stațiilor Carnide și Pontinha. Traseul liniei albastre: Pontinha – Campo Grande.
- 1 martie 1998: Stația Palhavã este redenumită Marquês de Pombal, Sete Rios este redenumită Jardim Zoológico, iar stația Socorro este redenumită Martim Moniz.
- 3 martie 1998: Eliminarea legăturii Restauradores – Rossio și crearea actualei linii verzi între Rossio – Campo Grande.
- 8 august 1998: Inaugurarea stației de corespondență Baixa-Chiado. Traseul liniei albastre: Pontinha -  Baixa-Chiado.
- 15 mai 2004: Inaugurarea stațiilor Alfornelos și Amadora Este. Traseul liniei albastre: Amadora Este – Baixa-Chiado.
- 19 decembrie 2007: Inaugurarea stațiilor Terreiro do Paço și Santa Apolónia. Traseul liniei albastre: Amadora Este – Santa Apolónia.
- 13 aprilie 2016: Inaugurarea stației Reboleira. Traseul liniei albastre: Reboleira – Santa Apolónia.[2]

## Parcuri de Mașini și Operațiuni

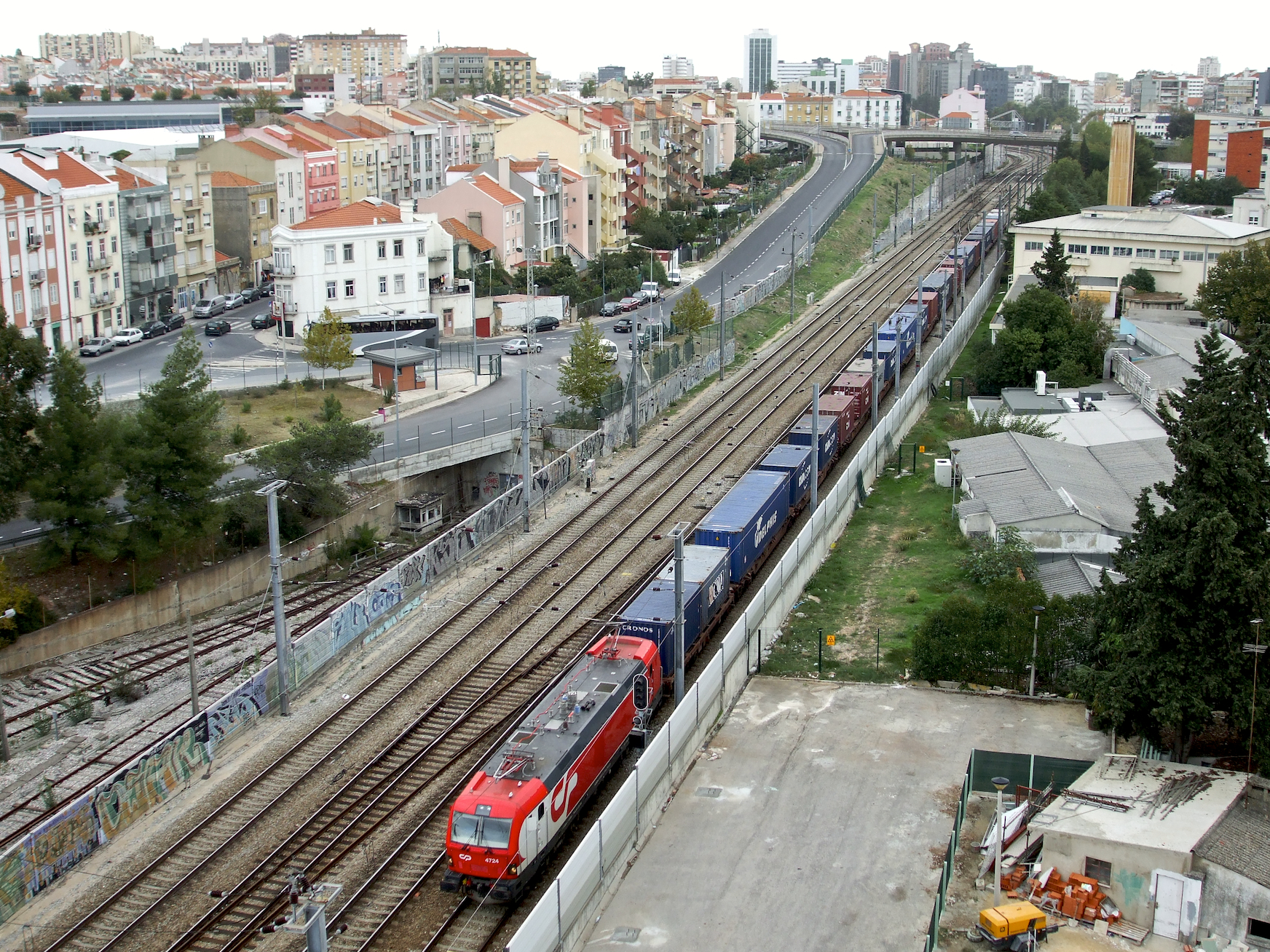
În stânga imaginii, acum dezafectată, linia de acces la fostul PMO I, desființat la jumătatea anilor 1990 și transformat în autogară.

Linia albastră avea acces, prin intermediul unor ramificații, la Parcurile de Mașini și Operațiuni (în portugheză Parques de Máquinas e Operações, prescurtat PMO) I și III. PMO I, situat în apropierea gării Sete Rios, a fost dezafectat la jumătatea anilor 1990.

### PMO I Sete Rios
PMO I a fost primul Parc de Mașini și Operațiuni al metroului din Lisabona, deservind întreaga rețea până la inaugurarea stației de corespondență Rotunda. Parcul era conectat cu rețeaua metroului printr-o ramificație la nord de stația Palhavã (atualmente denumită Praça de Espanha), pe direcția de mers Palhavã → São Sebastião. Parcul a fost închis la mijlocul anilor 1990 și transformat ulterior într-o autogară pentru autobuzele interurbane de mediu și lung parcurs.

### PMO III Pontinha
PMO III este situat în Carnide, ocupând o suprafață de 17 ha. A fost planificat ca în prima fază a construcției să permită staționarea simultană a 22 de trenuri de câte 6 vagoane fiecare, să aibă șase linii de inspecție de câte 105 m fiecare și 16 linii principale pentru reparații, fiecare în lungime de 30 m.
Ramificația de acces către PMO III dinspre Pontinha, având o lungime de 990 m, trece pe sub peronul de nord al acestei stații.
În 2018, guvernul portughez a aprobat un proiect privind „Modernizarea Sistemelor de Semnalizare - Faza 1”, având drept instalarea de noi sisteme de semnalizare și control al circulației pe liniile albastră, galbenă și verde ale metroului, precum „și în Parcurile de Mașini și Operațiuni (PMOs)”, inclusiv în PMO III. Introducerea acestui sistem, denumit Communications-Based Train Control (CBTC), a făcut parte dintr-un plan care prevedea sporirea siguranței circulației în rețeaua metroului din Lisabona.